# Heikki Malmivirta
Heikki Malmivirta (Heikki Vilho Esaias Malmivirta; * 6. Juli 1898 in Piikkiö; † 18. Januar 1956 ebd.) war ein finnischer Diskuswerfer.
Bei den Olympischen Spielen 1924 in Paris wurde er Achter mit 41,160 m.
Seine persönliche Bestleistung von 43,15 m stellte er am 19. Juni 1924 in Helsinki auf.